# Nadine Dupérré
Pour les articles homonymes, voir Duperré.
Nadine Dupérré est une arachnologiste canadienne.
Diplômée de l'Université de Montréal, elle travaille à l'American Museum of Natural History avec Norman I. Platnick.
Elle est également illustratrice scientifique.

## Quelques taxons décrits
- Agyneta hedini Paquin & Dupérré, 2009
- Australoonops haddadi Platnick & Dupérré, 2010
- Australoonops skaife Platnick & Dupérré, 2010
- Backobourkia Framenau, Dupérré, Blackledge & Vink, 2010
- Brignolia ankhu Platnick, Dupérré, Ott & Kranz-Baltensperger, 2011
- Brignolia assam Platnick, Dupérré, Ott & Kranz-Baltensperger, 2011
- Brignolia bengal Platnick, Dupérré, Ott & Kranz-Baltensperger, 2011
- Brignolia cardamom Platnick, Dupérré, Ott & Kranz-Baltensperger, 2011
- Brignolia chumphae Platnick, Dupérré, Ott & Kranz-Baltensperger, 2011
- Brignolia cobre Platnick, Dupérré, Ott & Kranz-Baltensperger, 2011
- Brignolia dasysterna Platnick, Dupérré, Ott & Kranz-Baltensperger, 2011
- Brignolia diablo Platnick, Dupérré, Ott & Kranz-Baltensperger, 2011
- Brignolia elongata Platnick, Dupérré, Ott & Kranz-Baltensperger, 2011
- Brignolia gading Platnick, Dupérré, Ott & Kranz-Baltensperger, 2011
- Brignolia jog Platnick, Dupérré, Ott & Kranz-Baltensperger, 2011
- Brignolia kaikatty Platnick, Dupérré, Ott & Kranz-Baltensperger, 2011
- Brignolia kapit Platnick, Dupérré, Ott & Kranz-Baltensperger, 2011
- Brignolia karnataka Platnick, Dupérré, Ott & Kranz-Baltensperger, 2011
- Brignolia kodaik Platnick, Dupérré, Ott & Kranz-Baltensperger, 2011
- Brignolia kumily Platnick, Dupérré, Ott & Kranz-Baltensperger, 2011
- Brignolia mapha Platnick, Dupérré, Ott & Kranz-Baltensperger, 2011
- Brignolia nilgiri Platnick, Dupérré, Ott & Kranz-Baltensperger, 2011
- Brignolia palawan Platnick, Dupérré, Ott & Kranz-Baltensperger, 2011
- Brignolia ratnapura Platnick, Dupérré, Ott & Kranz-Baltensperger, 2011
- Brignolia rothorum Platnick, Dupérré, Ott & Kranz-Baltensperger, 2011
- Brignolia schwendingeri Platnick, Dupérré, Ott & Kranz-Baltensperger, 2011
- Brignolia sinharaja Platnick, Dupérré, Ott & Kranz-Baltensperger, 2011
- Brignolia sukna Platnick, Dupérré, Ott & Kranz-Baltensperger, 2011
- Brignolia suthep Platnick, Dupérré, Ott & Kranz-Baltensperger, 2011
- Brignolia valparai Platnick, Dupérré, Ott & Kranz-Baltensperger, 2011
- Ceratinella playa Cokendolpher, Torrence, Smith & Dupérré, 2007
- Costarina Platnick & Dupérré, 2011
- Cubanops Sánchez-Ruiz, Platnick & Dupérré, 2010
- Cubanops alayoni Sánchez-Ruiz, Platnick & Dupérré, 2010
- Cubanops andersoni Sánchez-Ruiz, Platnick & Dupérré, 2010
- Cubanops armasi Sánchez-Ruiz, Platnick & Dupérré, 2010
- Cubanops bimini Sánchez-Ruiz, Platnick & Dupérré, 2010
- Cubanops granpiedra Sánchez-Ruiz, Platnick & Dupérré, 2010
- Cubanops juragua Sánchez-Ruiz, Platnick & Dupérré, 2010
- Cubanops terueli Sánchez-Ruiz, Platnick & Dupérré, 2010
- Cubanops tortuguilla Sánchez-Ruiz, Platnick & Dupérré, 2010
- Cubanops vega Sánchez-Ruiz, Platnick & Dupérré, 2010
- Escaphiella Platnick & Dupérré, 2009
- Escaphiella acapulco Platnick & Dupérré, 2009
- Escaphiella aratau Platnick & Dupérré, 2009
- Escaphiella bahia Platnick & Dupérré, 2009
- Escaphiella betin Platnick & Dupérré, 2009
- Escaphiella blumenau Platnick & Dupérré, 2009
- Escaphiella bolivar Platnick & Dupérré, 2009
- Escaphiella cachimbo Platnick & Dupérré, 2009
- Escaphiella catemaco Platnick & Dupérré, 2009
- Escaphiella chiapa Platnick & Dupérré, 2009
- Escaphiella cidades Platnick & Dupérré, 2009
- Escaphiella colima Platnick & Dupérré, 2009
- Escaphiella cristobal Platnick & Dupérré, 2009
- Escaphiella exlineae Platnick & Dupérré, 2009
- Escaphiella gigantea Platnick & Dupérré, 2009
- Escaphiella hesperoides Platnick & Dupérré, 2009
- Escaphiella isabela Platnick & Dupérré, 2009
- Escaphiella maculosa Platnick & Dupérré, 2009
- Escaphiella magna Platnick & Dupérré, 2009
- Escaphiella morro Platnick & Dupérré, 2009
- Escaphiella nayarit Platnick & Dupérré, 2009
- Escaphiella nye Platnick & Dupérré, 2009
- Escaphiella ocoa Platnick & Dupérré, 2009
- Escaphiella olivacea Platnick & Dupérré, 2009
- Escaphiella peckorum Platnick & Dupérré, 2009
- Escaphiella pocone Platnick & Dupérré, 2009
- Escaphiella ramirezi Platnick & Dupérré, 2009
- Escaphiella tayrona Platnick & Dupérré, 2009
- Escaphiella tonila Platnick & Dupérré, 2009
- Escaphiella viquezi Platnick & Dupérré, 2009
- Frederickus Paquin, Dupérré, Buckle & Crawford, 2008
- Heteroonops andros Platnick & Dupérré, 2009
- Heteroonops castelloides Platnick & Dupérré, 2009
- Heteroonops croix Platnick & Dupérré, 2009
- Heteroonops iviei Platnick & Dupérré, 2009
- Heteroonops macaque Platnick & Dupérré, 2009
- Heteroonops murphyorum Platnick & Dupérré, 2009
- Heteroonops saba Platnick & Dupérré, 2009
- Heteroonops spinigata Platnick & Dupérré, 2009
- Heteroonops toro Platnick & Dupérré, 2009
- Heteroonops vega Platnick & Dupérré, 2009
- Longoonops Platnick & Dupérré, 2010
- Longoonops bicolor Platnick & Dupérré, 2010
- Longoonops chickeringi Platnick & Dupérré, 2010
- Longoonops gorda Platnick & Dupérré, 2010
- Meioneta sheffordiana (Dupérré & Paquin, 2007)
- Mysmena quebecana Lopardo & Dupérré, 2008
- Niarchos Platnick & Dupérré, 2010
- Niarchos baehrae Platnick & Dupérré, 2010
- Niarchos barragani Platnick & Dupérré, 2010
- Niarchos bonaldoi Platnick & Dupérré, 2010
- Niarchos cotopaxi Platnick & Dupérré, 2010
- Niarchos elicioi Platnick & Dupérré, 2010
- Niarchos facundoi Platnick & Dupérré, 2010
- Niarchos florezi Platnick & Dupérré, 2010
- Niarchos foreroi Platnick & Dupérré, 2010
- Niarchos grismadoi Platnick & Dupérré, 2010
- Niarchos keili Platnick & Dupérré, 2010
- Niarchos ligiae Platnick & Dupérré, 2010
- Niarchos loja Platnick & Dupérré, 2010
- Niarchos matiasi Platnick & Dupérré, 2010
- Niarchos michaliki Platnick & Dupérré, 2010
- Niarchos palenque Platnick & Dupérré, 2010
- Niarchos ramirezi Platnick & Dupérré, 2010
- Niarchos rheimsae Platnick & Dupérré, 2010
- Niarchos santosi Platnick & Dupérré, 2010
- Niarchos scutatus Platnick & Dupérré, 2010
- Niarchos tapiai Platnick & Dupérré, 2010
- Niarchos vegai Platnick & Dupérré, 2010
- Niarchos wygodzinskyi Platnick & Dupérré, 2010
- Scaphidysderina Platnick & Dupérré, 2011
- Scaphidysderina andersoni Platnick & Dupérré, 2011
- Scaphidysderina baerti Platnick & Dupérré, 2011
- Scaphidysderina cajamarca Platnick & Dupérré, 2011
- Scaphidysderina cotopaxi Platnick & Dupérré, 2011
- Scaphidysderina hormigai Platnick & Dupérré, 2011
- Scaphidysderina iguaque Platnick & Dupérré, 2011
- Scaphidysderina loja Platnick & Dupérré, 2011
- Scaphidysderina manu Platnick & Dupérré, 2011
- Scaphidysderina molleturo Platnick & Dupérré, 2011
- Scaphidysderina napo Platnick & Dupérré, 2011
- Scaphidysderina pagoreni Platnick & Dupérré, 2011
- Scaphidysderina palenque Platnick & Dupérré, 2011
- Scaphidysderina pinocchio Platnick & Dupérré, 2011
- Scaphidysderina scutata Platnick & Dupérré, 2011
- Scaphidysderina tandapi Platnick & Dupérré, 2011
- Scaphidysderina tapiai Platnick & Dupérré, 2011
- Scaphidysderina tayos Platnick & Dupérré, 2011
- Scaphiella almirante Platnick & Dupérré, 2010
- Scaphiella altamira Platnick & Dupérré, 2010
- Scaphiella antonio Platnick & Dupérré, 2010
- Scaphiella arima Platnick & Dupérré, 2010
- Scaphiella ayacucho Platnick & Dupérré, 2010
- Scaphiella bocas Platnick & Dupérré, 2010
- Scaphiella bonda Platnick & Dupérré, 2010
- Scaphiella bopal Platnick & Dupérré, 2010
- Scaphiella buck Platnick & Dupérré, 2010
- Scaphiella campeche Platnick & Dupérré, 2010
- Scaphiella capim Platnick & Dupérré, 2010
- Scaphiella cata Platnick & Dupérré, 2010
- Scaphiella cayo Platnick & Dupérré, 2010
- Scaphiella ceiba Platnick & Dupérré, 2010
- Scaphiella chone Platnick & Dupérré, 2010
- Scaphiella cocona Platnick & Dupérré, 2010
- Scaphiella etang Platnick & Dupérré, 2010
- Scaphiella gracia Platnick & Dupérré, 2010
- Scaphiella guatopo Platnick & Dupérré, 2010
- Scaphiella guiria Platnick & Dupérré, 2010
- Scaphiella hitoy Platnick & Dupérré, 2010
- Scaphiella hone Platnick & Dupérré, 2010
- Scaphiella icabaru Platnick & Dupérré, 2010
- Scaphiella incha Platnick & Dupérré, 2010
- Scaphiella irmaos Platnick & Dupérré, 2010
- Scaphiella kartabo Platnick & Dupérré, 2010
- Scaphiella lancetilla Platnick & Dupérré, 2010
- Scaphiella longkey Platnick & Dupérré, 2010
- Scaphiella manaus Platnick & Dupérré, 2010
- Scaphiella meta Platnick & Dupérré, 2010
- Scaphiella mico Platnick & Dupérré, 2010
- Scaphiella miranda Platnick & Dupérré, 2010
- Scaphiella muralla Platnick & Dupérré, 2010
- Scaphiella murici Platnick & Dupérré, 2010
- Scaphiella napo Platnick & Dupérré, 2010
- Scaphiella osa Platnick & Dupérré, 2010
- Scaphiella pago Platnick & Dupérré, 2010
- Scaphiella palenque Platnick & Dupérré, 2010
- Scaphiella palmillas Platnick & Dupérré, 2010
- Scaphiella penna Platnick & Dupérré, 2010
- Scaphiella pich Platnick & Dupérré, 2010
- Scaphiella saba Platnick & Dupérré, 2010
- Scaphiella tena Platnick & Dupérré, 2010
- Scaphiella tigre Platnick & Dupérré, 2010
- Scaphiella tuxtla Platnick & Dupérré, 2010
- Scaphiella valencia Platnick & Dupérré, 2010
- Scaphiella vicencio Platnick & Dupérré, 2010
- Scaphiella virgen Platnick & Dupérré, 2010
- Scaphiella vito Platnick & Dupérré, 2010
- Scaphios Platnick & Dupérré, 2010
- Scaphios cayambe Platnick & Dupérré, 2010
- Scaphios jatun Platnick & Dupérré, 2010
- Scaphios napo Platnick & Dupérré, 2010
- Scaphios orellana Platnick & Dupérré, 2010
- Scaphios planada Platnick & Dupérré, 2010
- Scaphios puyo Platnick & Dupérré, 2010
- Scaphios wagra Platnick & Dupérré, 2010
- Scaphios yanayacu Platnick & Dupérré, 2010
- Tapinotorquis Dupérré & Paquin, 2007
- Tapinotorquis yamaskensis Dupérré & Paquin, 2007